# Jasper (Geórgia)
Jasper é uma cidade localizada no estado americano de Geórgia, no Condado de Pickens.

## Demografia
Segundo o censo americano de 2000, a sua população era de 2167 habitantes.
Em 2006, foi estimada uma população de 3032, um aumento de 865 (39.9%).

## Geografia
De acordo com o United States Census Bureau tem uma área de 8,5 km², dos quais 8,5 km² cobertos por terra e 0,0 km² cobertos por água. Jasper localiza-se a aproximadamente 452 m acima do nível do mar.

## Localidades na vizinhança
O diagrama seguinte representa as localidades num raio de 28 km ao redor de Jasper.